# FIA Europska prvenstva u Hrvatskoj

## Reli

### European Rally Championship (ERC; 1953.)
- Jadranski rally[1]
- INA Delta Rally 2007. – 2013.

### European Rally Trophy (ERT; 2014.)
- INA Delta Rally 2016. - ...[2]

## Brdske utrke

### European Hill Climb Championship (1930.)
- Buzetski dani 2003. - ...

## Kamioni

### Europa Truck Trial
- 2018., Samobor, Rakov Potok[3]

## Drift utrke

### King of Europe Drift Pro Series / Drift Kings International Series
- 2019., Osijek